# Ephoria auratilis
Ephoria auratilis là một loài bướm đêm trong họ Geometridae.